# Közönséges tarajosgőte
A közönséges tarajosgőte (Triturus cristatus) a kétéltűek (Amphibia) osztályának farkos kétéltűek (Caudata) rendjébe, ezen belül a szalamandrafélék (Salamandridae) családjába tartozó faj.
Nemének a típusfaja.

## Rendszertani eltérés
A korábbi alfajait jelenleg négy közeli fajként különítették el: közönséges tarajosgőte (Triturus cristatus), dunai gőte (Triturus dobrogicus), alpesi tarajosgőte (Triturus carnifex) és Triturus karelinii. Magyarországon ebből három faj fordul elő: a korábbi törzsalak, ma tarajos gőteként meghatározott faj a leggyakoribb, a Dél-Dunántúlon a dunai tarajos gőte is él, és az Alpokalján valószínűsíthető az alpesi tarajos gőte előfordulása.

## Előfordulása
A közönséges tarajosgőte Közép-, Kelet- és Észak-Európa (beleértve a Brit-szigeteket) sík- és hegyvidékeken egészen 2000 méteres tengerszint feletti magasságig fellelhető. Magyarországon az Északi-középhegységben fordul elő, erdei tavakban, árkokban, lápokban. Szárazföldön is a nedvesebb helyek lakója.
Az emberek gyűjtőszenvedélye, a vizek elszennyeződése és a szaporodásra alkalmas élőhelyek eltűnése megkövetelte a maga áldozatait.

### Kárpát-medencei előfordulása
A Kárpát-medencében a pettyes gőte (Triturus vulgaris), a kárpáti gőte (Triturus montandoni), az alpesi gőte (Triturus alpestris), az alpesi tarajosgőte (Triturus carnifex) és a dunai gőte (Triturus dobrogicus) mellett a közönséges tarajosgőte a hatodik helybéli gőtefaj. A közönséges tarajosgőte Magyarországon védett és veszélyeztetett állat.

## Megjelenése
A nőstény hossza 18 centiméter, a hím hossza 14 centiméter. A közönséges tarajosgőte bőre durván szemcsézett, végtagjai erőteljesek, hosszú, sárga lábujjai sötéten gyűrűsek. A farok körülbelül olyan hosszú, mint a test, oldalt összenyomott, alsó éle a nőstényen sárgás vagy narancsszínű. A hím élénk színű, a hátán a párzási időszakban tarajt növeszt. A nászruhás hím háta és oldalai sötét olajbarnák, szétszórtan nagyobb, feketés foltokkal. Arctájékát, nyakát és teste alsó oldalait krétafehér, apró pontok tarkítják, torkán kifejezett harántredő látható. Hasi oldala sárga, tojássárga vagy narancsszínű, nagy, feketés foltokkal. A nőstény nagyobb testű, mint a hím, viszont nincs taraja. A háti rész barna, míg a hasi rész élénk vörös barnával tarkítva.

## Életmódja
A közönséges tarajosgőte magányos lény. Tápláléka rovarok, férgek, meztelencsigák, csigák, ászkarákok, ebihalak és ikra. Az állat 10 évig él. A téli időszakban talajrepedésekbe, nagyobb fák gyökerei közé, vagy vastagabb avarréteg alá húzódik be és csak a következő év március–áprilisa körül válik ismét aktívvá.

## Szaporodása
Az ivarérettséget 3-4 éves korban éri el. A párzási időszak március–április között van. Párzáskor a nőstény átveszi a hímtől a spermacsomagot (spermatophora), megtermékenyítve 200-300 darab petét. A nőstény minden egyes petét külön-külön becsomagol egy vízinövénybe. Kikeléskor a lárvának még nincs lába és nagy kopoltyúi vannak. Növekedése során, kinőnek a lábai és összezsugorodnak a kopoltyúi. Mikor már elég nagy ahhoz, hogy kimerészkedjék a vízből, a kopoltyúk már teljesen eltűntek. Azok az állatok, amelyek nem hagyták el a vizet a hűvösebb évszak beálltakor, csak a következő tavasszal fejlődnek ki teljesen.

## Képek
|  |  |  |

## Videóban
- Tarajos gőte lárvájáról videó